# Мефодий II (патриарх Константинопольский)
Патриа́рх Мефо́дий II (греч. Πατριάρχης Μεθόδιος Β΄) — Константинопольский патриарх, занимавший престол в течение трёх месяцев 1240 года.

## Биография
До избрания на партриарший престол был настоятелем Иакинфского монастыря в Никее.
Находился на кафедре Константинопольского патриарха в течение всего трёх месяцев в 1240 году.